# Karel Nesnídal
Karel Nesnídal (12. května 1913 Plzeň – 7. září 1943 Věznice Plötzensee) byl český úředník, funkcionář Sokola a odbojář z období druhé světové války popravený nacisty.

## Život
Karel Nesnídal se narodil 12. května 1913 v Plzni. V dětství se stěhoval, obecnou školu vychodil v Olomouci, měšťanskou školu pak v Hradci Králové. Mezi lety 1934 a 1936 absolvoval vojenskou službu v Berouně, kterou zakončil v hodnosti podporučíka. Poté pracoval jako účetní v Libáni, následně jako bankovní úředník Agrární banky v Hradci Králové a to až do roku 1942, kdy došlo k jeho přeložení do Kroměříže. Stal se činovníkem Sokola, měl přítelkyni Květu Schafferovou.

## Druhá světová válka
Po německé okupaci vstoupil Karel Nesnídal okamžitě do protinacistického odboje. Jako důstojník v záloze vstoupil do Obrany národa konkrétně do královéhradecké skupiny Jitřenka složené převážně ze Sokolů. Spolupracoval při podpoře rodin zatčených, získávání zbraní a zpravodajské činnosti. V roce 1940 se na lyžařském kurzu seznámil s Františkem Pecháčkem. Ten ho v roce 1942 požádal o vytvoření struktur sokolské odbojové organizace Jindra v Královéhradeckém kraji a ustanovil ho jejím náčelníkem. Později se stal členem skupiny S 21 B pod vedením Josefa Schejbala, která zajišťovala pobyt radisty výsadku Silver A Jiřího Potůčka v Podkrkonoší. Dne 15. května 1942 jej pravděpodobně vyhledal Alfréd Bartoš a upozornil jej na nebezepečí zatčení, po čemž následovalo Nesnídalovo přeložení do Kroměříže. Zde se opět zapojil do místního sokolského odboje. V Kroměříži též obdržel Karel Nesnídal povolávací rozkaz na nucené práce, v rámci kterých byl zařazen do zámečnické dílny strojírenského závodu ve Štrasburku. Na základě výpovědí Ladislava Vaňka zatčeného gestapem došlo k rozkrytí sokolských odbojových struktur a prozrazení Karla Nesnídala. Příslušníci královéhradeckého gestapa jej zatkli ve Štrasburku dne 26. října 1942. Poté byl vězněn na Pankráci, Petschkově paláci, Hradci Králové, Terezíně, Gollnowě a berlínské věznici Alt-Moabit. Dne 8. července 1943 byl Karel Nesnídal odsouzel lidovým soudem k trestu smrti a během tzv. Krvavých nocí byl 7. září téhož roku popraven oběšením.

## Rodina
Karel Nesnídal měl dvě mladší sestry, Růženu a Jiřinu provdanou Hoffmannovou. Dětská psychiatrička Růžena Nesnídalová (* 1918) byla jeho sestřenicí a jmenovkyní jeho sestry. Publikovala na téma dětského autismu.

## Posmrtná ocenění
- Dne 8. června 1946 obdržel Karel Nesnídal in memoriam Československý válečný kříž 1939
- Dne 19. října 1947 obdržel Karel Nesnídal in memoriam Čestný odznak na paměť společné odbojové činnosti v době okupace